# Иларион Мегленски
Иларион Мегленски († 1164) је био православни епископ мегленске епархије, у средњој Македонији, познат по својој борби са богумилима, павлићанима и манихејцима. Православна црква га слави као Светог Илариона Мегленског.

## Биографија
Иларионови родитељи су били врло истакнути и религиозни људи, који су га одмалена дали да се учи свештеним књигама. Када је напунио осамнаест година, Иларион је напустио родитеље и отишао у манастир. После много година тамо проведених, игуман му пред смрт предаде старешинство манастира.
Због Иларионове посвећености православљу, 1134. године га је трновски архиепископ Јевстатије поставио за епископа мегленског, и на том положају је остао, управљајући епархијом наредних 30 година, до своје смрти.
У Меглену је у 12. веку живео велики број присталица богумилског, павлићанског и манихејског учења, која су од цркве осуђена као јереси. После смрти македонског цара Самуила, Меглен је 1015. године заузео византијки цар Василије II Бугароубица, и ту је населио бројне Сиријце, Јермене, и Печенезе.

## Борба са јеретицима
Иларион је по ступању на чело мегленске епархије, одмах започео отворену борбу са верским неистомишљеницима, која је описана у житију светог Илариона од стране трновског патријарха Јевтимија (1375—1417).
Када је Иларион дошао у саборну цркву у Меглену, одмах је целивао иконе, које богумили и други иконоборци нису поштовали. Затим је у својој беседи позвао становништво да се држи православне вере; да извршују заповести Господње; да следе само оно што је заповеђено православнима, и да беже од сваке јереси. Да верују у Свету Тројицу нераздељиву (неки хришћани вероваху у суштинску различитост Бога и Христа), у оваплоћење Христово, и у Животворни Крст (који неки хришћани сматраше мрском справом којом је Исус убијен). Да поштују свете мошти Светитеља (што су неки сматрали сујеверјем). Да се држе свих предања Цркве (богумили су многа црквена предања сматрали одступањем од изворног хришћанства), а да проклињу све јеретике (које су многи становници Меглена поштовали): Арија и Евномија, Савелија и Македонија, Аполинарија и Оригена и њихове списе, Теодора Мопсуестијског и Несторија ученика његовог, Диоскора и Севира и Евстатија и сличне њима, и уз то још Манија и Павла Самосатског, и да се свом душом гнушају њих и њиховог учења.
Убрзо увиде Иларион да је велики део народа наклоњен манихејском, јерменском (монофизитском) и богумилском учењу. И многи неистомишљеници тражаху да са њим воде расправе о веровању.
Једнога дана богумили с Иларионом поведоше расправу о вери. Они га запиташе: „Ми сматрамо да је добри Бог творац неба, а зли да је творац земље. Зашто се ви томе противите?“ На то им Иларион одговори: „У Светом писму пише: Господња је земља и све што је на њој.“ Богумили рекоше, да је Стари завет од ђавола. На то Иларион одговори: “Кад би Стари завет био од ђавола, зар би Христ говорио да је прва је и највећа заповест „Чуј Израиљу, Господ је Бог твој једини.“.
Богумили тада изјавише негодовање према знаку крста, којег сматраше мрском справом за мучење којом је Исус убијен, а који православни поштоваше. Иларион им одговори да је пре распећа Христова, крст беше оруђе смрти и као такав проклет, а после распећа он би освећен Христовом крвљу и знак његов постаде освећење свима вернима.
После још много разних аргумената, на које је Иларион одговарао цитатима из Светог писма, он најпосле закључи расправу, позивом окупљенима да се покрсте: „Увидите таму у којој се налазите, напустите сујету и лаж, познајте Истину и обасјајте се њеном светлошћу. Приступите зато Саборној Цркви и примите крштење Светога Духа за отпуштење грехова.“ Многи присутни одмах беху покрштени, и одрекавши се своје дотадашње вере, приступише Саборној Цркви.

## Каменовање Илариона
Видевши покрштавање свог народа, старешине њихове се испунише гневом, па стадоше вређати Илариона, и називаху га лажовом и преварантом. А Иларион назва њихово учење злим, безбожним, хулним и безумним. Јеретици разгневљени зграбивши камење у руке и немилосрдно каменоваше Илариона, док не паде на земљу, па мислећи да је мртав, они га напустише. Када Иларион дође к себи, подиже се и оде у своју келију, јер место на коме га камењем пребише беше далеко ван града. Сазнавши за ово недело, збор православних људи једнодушно одлучи да нападну на јеретике и да их до краја истребе. Но Иларион, забрани им то, говорећи: „Не, децо моја, не, него се сећајте речи Господњих речених Петру: Врати мач свој у корице, јер сваки који се мача лаћа, од мача ће и погинути.“ А када се опоравио од задобијених рана, Иларион настави да држи беседе и крштава јеретике, уводећи их у Саборну Цркву.

## Расправа о хришћанству
Други пут опет неки дођоше Илариону, говорећи да и они православно мисле и да држе сва црквена предања. Њима Иларион одговори: „Саборна Васељенска Црква је све добро примила од очевидаца Сина Божјег, светих Апостола и све предано она непоколебљиво држи до данас. То сте све и ви Јермени држали до Четвртог васељенског сабора у Халкидону. Од тада сте себе оделили од Саборне Католичанске Цркве.“ Тада неки од окупљених христјана напоменуше Илариону да је православна црква многа Христова предања изменила, и да многи обичаји нису као некад. Иларион им на то одговори: „Јер Христос је многе ствари другачије предао, а Апостоли и наследници учинише да се те ствари врше другачије, пошто се вера шираше, и они рашириваху тајне Христове. Тако, на пример, када се Христос имао крстити није се окренуо на запад нити се језиком одрекао сатане, нити је изговорио Символ вере, нити је имао потребе за молитвом крштавања, нити се крстио у крстионици, нити је миром помазан, нити се одмах по крштењу причестио Господњим телом и крвљу, а ми све то сада чинимо. Или опет, Христос није предао причест по црквама, него у заједничкој соби за општом трпезом, а није био обучен ни у свештеничке одежде, нити је изговарао молитве нашег свештенодејства, а ми и службе вршимо у црквама, и стојимо обучени у архијерејску одежду, јер желимо да чин службе учинимо лепшим и пречаснијим.“

## Покрштавање јеретика
Манојло I Комнин, византијски цар, епископу Илариону указиваше поштовање, шаљући му различне дарове и остало што му требоваше. Иларион учини да међу јеретицима настадоше спорови и препирке сваки дан, јер су једни хвалили његове речи, а други бранили своју веру. И све је више павлићана и богумила прихватало Православну веру. А видећи како ствари теку, цар Манојло веше веома задовољан, и написа Илариону писмо да сву богумилску јерес до краја очисти из стада хришћанскога, да сви они који се покоре догматима буду примљени, а они који се не покоре, да се прогнају негде далеко. И многи људи, када то чуше, из страха приступише Православној цркви. А Иларион на месту где се раније окупљаху јеретици, са својим монасима подиже цркву у име славних Апостола. И многе присталице богумилског учења приброји к православном стаду, а оне који остадоше непокорни, бејаху на разне начине истерани и прогрнани.

## Иларионова смрт
Пред своју смрт, Иларион сазва све монахе, и поучи их да пребивају у покорности и љубави, чврсто се држећи преданог им правила. За старешину им постави Петра, који беше ученик Илариона дуги низ година и у сваком му послу дуго послужи. Иларион је преминуо 21. октобра 1164.

## Инцидент у манастиру
Када прође неко време, неки од монаха у општежитију почеше пренебрегавати правила установљена од Илариона. Они се успротивише игуману Петру и поведоше раздоре и јереси. Игуман их караше, али они остадоше непокорни. А онда се једне ноћи у манастиру многи монаси који се противише игуману Петру бејаху пребијени, а неки и убијени на спавању. Када остали остали монаси ујутру видеше шта се десило, сви се испунише страхом, и од тада неизмењена држаху сва манастирска правила. А они који те ноћи бејаху од бијења изранављени, остадоше болни дуго дана.
Након тога поче кружити прича да све то учини свети Иларион, који се у сну јавио непокорним монасима, изговоривши им многе речи негодовања, и неке од њих својим жезлом немилостиво изударавши, а неке усмртивши, да не би друге монахе затровали својим учењем.

## Пренос моштију
Године 1203. бугарски цар Калојан заузима Меглен и преноси Иларионове мошти у престоницу Трново. За време турске владавине, крајем 14. века православни хришћани су сакрили Иларионове мошти у некакво подземље, где су дуго стајале. Након тога се верује да су их грчки свештеници открили и тајно пренели у Цариград. Данас је непознато где се мошти налазе.